# Michel Delacroix (homme politique)
Pour les articles homonymes, voir Michel Delacroix et Delacroix.
 (janvier 2015).
Michel Delacroix est un homme politique belge, vice-président du Front national de 2005 à 2007, et président de 2007 à 2008. 
Il a été l'avocat de Daniel Féret, fondateur de ce parti, auquel il s'est opposé par la suite dans une guerre de clans pour la direction du parti. Éphémère président du parti, il doit démissionner à la suite de la diffusion d'une vidéo qui le montre tenant des propos antisémites.

## Parcours politique
Il a été vice-président de La Ligue Braille entre 1990 et 1995, année où cette organisation le prie de démissionner. Lors des élections de 2003, ses tracts électoraux font un usage abusif de ce titre, ce qui provoque de vives protestations de la Ligue. Michel Delacroix ne cache pas son intérêt pour le nazisme ainsi que son ancienne sympathie pour Léon Degrelle, fondateur du rexisme qu'il a pu rencontrer plusieurs fois avant son décès.
En 1994, lors d'une perquisition, on a retrouvé chez lui un véritable arsenal guerrier ainsi que de nombreux documents montrant l'intérêt du personnage pour l'extrême-droite, tels que des livres révisionnistes. À la suite de ces perquisitions, Michel Delacroix a été condamné en 1999 à un an de prison avec sursis.
Lors des élections de mai 2003, le Front National a fait élire deux sénateurs, un élu direct, Audrey Rorive, qui occupait la tête de liste, et un sénateur coopté. Députée bruxelloise, elle céda sa place à son premier suppléant, Francis Detraux. C'est Michel Delacroix a été choisi pour occuper le siège de sénateur coopté; il prêta serment le 19 juin 2003.
Le 13 juin 2004, il a été élu député wallon, dans l'arrondissement de Mons, mais il a préféré rester siéger au Sénat et se désister au profit de son premier suppléant, le conseiller communal et provincial de Charleroi, Jean-Pierre Borbouse.
Le 10 juin 2007, il a été réélu directement, seul cette fois-ci.
En tant que sénateur, il a déposé, avec Francis Detraux,, une proposition de loi sur la nationalité, basée sur le droit du sang (jus sanguinis).
Lorsque Daniel Féret est exclu du Front National en septembre 2007, Michel Delacroix devient président faisant fonction du parti, mais il démissionne de son poste et de toutes ses fonctions exécutives au sein du parti en novembre 2008, après la diffusion d'une vidéo amateur dévoilée à la presse dans la guerre qui l'oppose au clan Féret. Dans cette vidéo, il ironise, en un pamphlet macabre, au sujet de la Shoah par une chanson sur une « petite juive brulée vive à Dachau » ,,,, en compagnie de Luc Vankeerberghen, personnalité du Vlaams Belang.
Lors des élections législatives du 13 juin 2010, Michel Delacroix et Patrick Cocriamont, respectivement uniques sénateur et député sortants FN, avaient protégé le sigle, conformément à la législation électorale. L'acte de protection fut publié le 14 mai 2012 au Moniteur Belge.
Toutefois, le parti n'ayant pas su récolter à temps les 5.000 parrainages nécessaires pour le dépôt de sa liste au Sénat, il n'a pu présenter de candidats que pour l'élection de la Chambre des Représentants, dans les circonscriptions de Bruxelles-Hal-Vilvorde, de Hainaut et de Namur[réf. nécessaire].

### La cooptation polémique au Sénat de 2003
La cooptation de Delacroix en 2003 crée la polémique pour deux raisons :
1. Le FN, qui n'a obtenu qu'un seul député et un sénateur élu direct, peut coopter un second représentant au Sénat ;
2. Delacroix, conseil de Daniel Féret, est suspecté de révisionnisme et a été condamné à un an de prison avec sursis pour détention d'armes.

L'application de la clé D'Hondt répartit, en fonction des voix obtenues à l'élection sénatoriale directe, entre les formations les 15 sénateurs francophones à élire directement; on continue le calcul pour savoir de quels partis viendront les 10 sénateurs de communauté et ensuite les quatre sénateurs cooptés. L'application de ces règles de calcul permet au parti d’extrême droite de disposer d’un sénateur coopté en plus de son élu direct.
Des pistes ont été avancées par différents partis pour contourner cette fatalité. Olivier Maingain (FDF), lance la piste d'une alliance de tous les partis francophones pour barrer la route au coopté du FN, voie estimée juridiquement bancale par les services du sénat. Joëlle Milquet (cdH), qui avance son propre candidat Francis Delpérée, demande aux partis démocratiques francophones de ne pas voter le rapport de la Commission du Sénat comprenant la désignation de M. Delacroix, afin de trouver ensuite une alternative. Ecolo soutient cette demande de gagner du temps. Le MR rappelle qu'il s'agit de la stricte application des règles de calcul prévues par la loi et estime que la meilleure façon de lutter contre l'extrême droite n'est pas de se mettre soi-même dans l'illégalité. Le PS suit ce raisonnement pour une question de crédibilité.